# Evenus coronata
Evenus coronata, или Thecla coronata, — дневная бабочка из семейства голубянок.

## Описание
Размах крыльев до 60 мм. Один из крупнейших представителей семейства Голубянки. Встречается в тропических регионах Южной и Центральной Америки (от Мексики до Эквадора). Задние крылья заканчиваются 2 длинными хвостиками, медиальный из которых более длинный. У самок ярко-красноватые округлые пятна у основания хвостиков. Нижняя сторона крыльев с зеленоватым отливом и чёрными полосами.

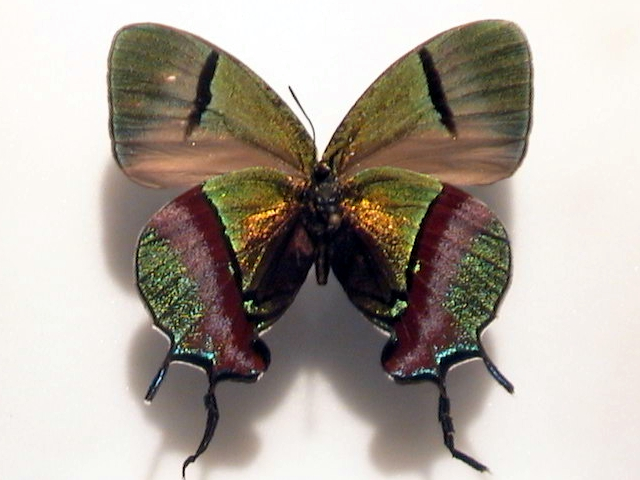
Самец, нижняя сторона
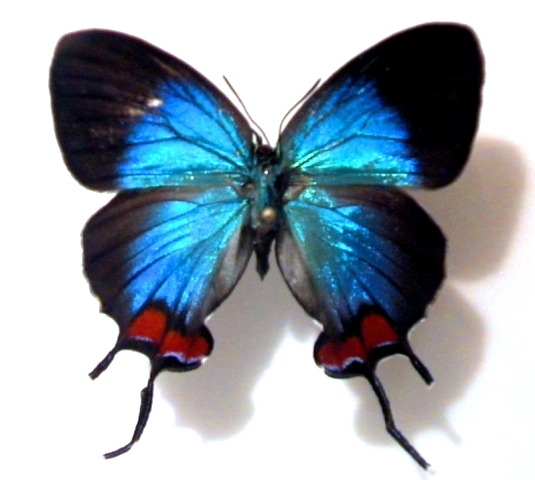
Самка